# Die Valachi-Papiere
Die Valachi-Papiere (Originaltitel: Carteggio Valachi) ist ein Mafiafilm von 1972 von Terence Young mit Charles Bronson und Lino Ventura in den Hauptrollen.
Der Film basiert auf dem Buch The Valachi Papers von Peter Maas, welche dokumentarisch die Geschichte des Joseph Valachi aufgreift, der in den 1960er Jahren als erster Kronzeuge im Prozess gegen die Genovese-Familie der New Yorker La Cosa Nostra aussagte und die Öffentlichkeit erstmals in das Innenleben der Mafia einweihte. Valachi tötet einen Häftling, den er irrtümlich für einen Auftragsmörder hält, der ihn beseitigen sollte. Bundesagenten klären ihn über seinen Fehler auf und zwingen ihn dazu, Informationen über die New Yorker Mafia preiszugeben.

## Handlung
Im Bundesgefängnis von Atlanta muss der gealterte Häftling Joe Valachi seine Haftstrafe wegen Heroinschmuggels absitzen. Auch der Boss seiner „Familie“, Vito Genovese, sitzt im selben Gefängnis ein. Genovese ist sich sicher, dass Valachi ihn verraten hat, und gibt ihm den „Todeskuss“  als Signal für die Mitinsassen, ihn zu töten. Valachi nimmt die Herausforderung an und küsst ihn zurück.
Seine Geschichte wird in Rückblenden erzählt. Valachi beginnt als kleiner Dieb, bevor er in die Organisation von Salvatore Maranzano eintritt. Im Laufe der Ereignisse gerät Valachi zwischen die Fronten im Krieg von Castellammare zwischen Salvatore Maranzano und seinem Widersacher Joe Masseria, die um die Vorherrschaft der Mafia in New York. Dabei ist er Fahrer, Laufbursche für „Lucky Luciano“ und auch an einigen Ermordungen beteiligt. Auf einer Beerdigung eines erschossenen Gangsters eröffnet Maranzano einer Trauernden „Ich kann die Toten nicht zurückbringen. Ich kann nur die Lebenden töten.“ Auf dem Höhepunkt des Gangsterkrieges wird Joe Masseria 1931 in „Scarpato's Restaurant“ ermordet. Wenige Monate später töten seine ehemaligen Vasallen seinen Rivalen Salvatore Maranzano, als dieser ihnen zu mächtig wurde. Valachi muss in dieser Zeit auf dem Dachboden der Witwe des ermordeten Gangsters, dessen Fahrer er war, untertauchen. Dabei lernt er deren Tochter, Maria Reina, (gespielt von Bronsons tatsächlicher Ehefrau Jill Ireland) kennen und lieben. Später heiratet er sie, wobei Don Vito Genovese den Fürsprecher bei der Mutter der Braut und seinen Trauzeugen spielt.
Valachis Aufstieg in der Genovese-Familie ist durch seine schlechte Beziehung zu seinem Caporegime Tony Bender behindert. Joe Valachi kommt in Bedrängnis, nachdem herauskommt, dass er ein Verhältnis zwischen seinem Freund „Gap“ und der Geliebten Genoveses gedeckt hat. Vito Genovese kehrt nach seiner Flucht nach Sizilien nach dem Zweiten Weltkrieg in die USA zurück und regelt mit harter Hand die seiner Meinung nach durch seinen Stellvertreter Albert Anastasia vernachlässigten Geschäfte. Er lässt „Gap“ durch Benders Leute in Valachis Restaurant kastrieren. Valachi gibt dem Schwerverletzten danach den Gnadenschuss. Die Tatsache, einen Freund getötet zu haben, und die Gewissheit, dass die alten Werte ihrer Organisation keine Gültigkeit mehr haben, lassen Valachi immer mehr von seiner Gangsterfamilie abkehren, zumal die Angst hinzukommt, dass sie seiner Frau oder seinem Sohn etwas antun könnten. Die Polizei stellt Valachi, und ein Gericht verurteilt ihn zu einer Freiheitsstrafe von fünfzehn Jahren.
Valachi entschließt sich, mit dem FBI zu kooperieren und vor dem Kongress der Vereinigten Staaten über das Organisierte Verbrechen auszusagen. Damit wird er der erste Pentito in der Geschichte der US-amerikanischen Cosa Nostra. Als Reaktion darauf setzt Genovese ein Kopfgeld von 100.000 US-Dollar auf Valachi, während Valachi, nachdem er seine Aussage im Fernsehen gesehen hat, deprimiert versucht Selbstmord zu begehen, weil der Kongress ihn bei seiner Aussage hinsichtlich der Cosa Nostra nicht ernst genug genommen hat. Im letzten Moment kann er von einem Bundesbeamten, der während des Verhörs ein freundschaftliches Verhältnis zu ihm aufgebaut hat, gerettet werden. Er berichtet ihn dann über das Kopfgeld von Genovese. Valachi teilt ihm daraufhin mit, dass er nur noch aus purer Bosheit weiterleben möchte, da er niemandem diese Kopfgeld-Summe gönnt. Im Abspann wird erzählt, dass Valachi mehrere Jahre später in Gefangenschaft eines natürlichen Todes starb, wenige Monate nach Genovese.

## Historische Ungenauigkeiten
Es wurde am Film bemängelt, dass er etliche historische Ungenauigkeiten zeigt. So spielt die Autoverfolgungsszene im Jahr 1930, erkennbar sind jedoch Automarken aus den 1960er Jahren. Bei einer anderen Verfolgungsszene fährt Valachi direkt in den East River, dabei sind die beiden Türme des World Trade Center sichtbar. Die Kastrationsszene und das Zitat Maranzanos auf der Beerdigung Reinas entsprechen nicht den historischen Fakten.

## Hintergrund
Hintergrund des Films bildet die Geschichte der New Yorker Mafia von den 1930er Jahren bis zur Verhaftung Valachis in den 1950er Jahren. Er spielt in Gefängnissen wie Sing Sing und zeigt Einzelheiten des Castellamareser Krieges, sowie den Aufstieg und Fall von diversen Mafiabossen. Vorlage des Films sind die authentischen Vernehmungsprotokolle (Valachi-Papers) des Falls vor dem Kongressausschuss des Senators John L. McClellan im Jahre 1963. Dino De Laurentiis erwarb an diesen Protokollen die Filmrechte.

## Produktion
Der Film kam am 1. Februar 1973 in die Kinos und spielte 17 Millionen US-Dollar ein, acht Millionen durch Verleih. Er entstand in den Studios von De Laurentiis Intermarco S.p.A. und  Euro-France Films. Verleihfirmen sind Columbia Pictures (USA),  Cinema International Corporation (weltweit)  und Sony Pictures Home Entertainment.

## Kritik
Cinema nannte den „Thriller um den Gangster Joseph Valachi, der 1963 die Machenschaften der Mafia aufdeckte“, eine „kraftvolle Inszenierung“. Das Fazit der Redaktion lautete: „Mafia-Thriller, auf authentischem Material basierend.“

„Eine authentische Dokumentation von Aussagen eines Mafia-Gangsters über Organisation und Einfluß des organisierten Verbrechertums in den USA während der 30er Jahre wird zum Gegenstand eines mit reißerischer Perfektion gearbeiteten Thrillers. Er peilt zwar die Mafia als gesellschaftliches Phänomen an, versäumt aber eine genauere Erklärung ihrer gesellschaftlichen Bedingungsgrundlagen zugunsten eines vordergründigen Aktionsreichtums.“

„Obwohl ungleich härter und direkter inszeniert als Coppolas oft romantisierendes Epos, avancierten auch die ‚Valachi-Papiere‘ zu einem Kassenhit.“